# Central nuclear de Flamanville
La central nuclear de Flamanville se encuentra en Flamanville, Mancha, Francia, en la península de Cotentin. La central eléctrica alberga dos reactores de agua a presión PWR entraron en servicio en 1986 y 1987, respectivamente. Produjo 18,9 TWh en 2005, lo que representó el 4% de la producción de electricidad en Francia. En 2006, esta cifra fue de alrededor del 3,3%.
En 2006, antes del inicio de la construcción del EPR (unidad 3), había 671 trabajadores trabajando regularmente en los dos reactores operativos.
Flamanville 3 pasa a ser III+ generación y tiene un diseño más seguro que cualquier reactor anterior y con una potencia superior de 1,650 MWe.
Debido a ser el primer reactor de su generación y tipo, con un diseño totalmente nuevo y a varios problemas de construcción, incluida la debilidad en el acero utilizado en el reactor se produjeron retrasos en su construcción y se triplicó el presupuesto inicial. La puesta en marcha de la central finalmente comenzó en septiembre de 2024, y se conectó finalmente a la red el 21 de diciembre de 2024.

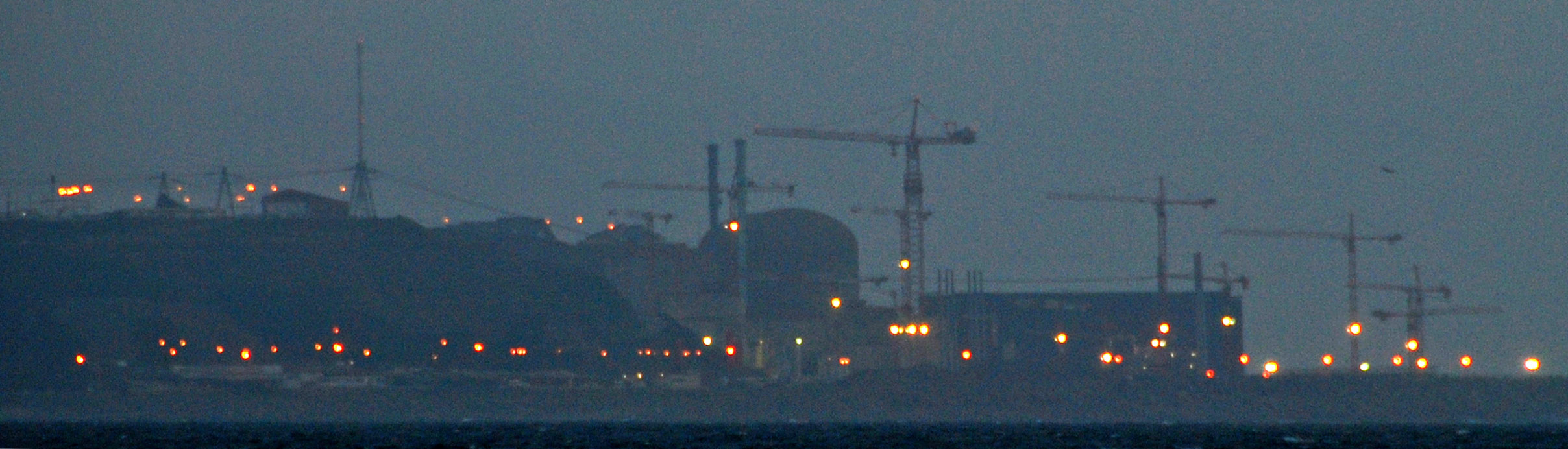
Central nuclear de Flamanville de noche durante su construcción.